# محمد دانشگر
 محمد دانشگر (زادهٔ ۳۰ دی ۱۳۷۲) بازیکن فوتبال اهل ایران است که در پست مدافع میانی برای باشگاه فوتبال سپاهان در لیگ برتر خلیج فارس بازی می‌کند.

## عملکرد باشگاهی

### فجرسپاسی شیراز
او دوران حرفه‌ای خود را با باشگاه فجر در سال ۲۰۱۲ آغاز کرد؛ و همچنین در جوانان این تیم هم عضویت داشت. ۲۴ بازی رسمی انجام داد و یک گل هم زد.

### نفت تهران
محمد دانشگر در تابستان سال ۲۰۱۵ بانظر علیرضا منصوریان به نفت تهران در لیگ برتر خلیج فارس پیوست. دانشگر با نفت به مرحله یک چهارم نهایی لیگ قهرمانان آسیا ۲۰۱۵ رسید. همچنین توانست با نفت قهرمان جام حذفی ۹۶–۱۳۹۵ شود.

### سایپا
وی همراه با علی دایی سرمربی وقت نفت تهران به تیم سایپا منتقل شد و بازی‌های خوبی را در این تیم به نمایش گذاشت و توانست با سایپا در لیگ برتر عنوان چهارمی را به دست بیاورد.

### استقلال تهران

#### فصل ۱۹–۲۰۱۸
او با عقد قراردادی ۲ ساله در سیزدهم خرداد ماه ۱۳۹۷ به باشگاه استقلال پیوست.
او اولین گل خود برای استقلال را در دیدار استقلال و سایپا به ثمر رساند که استقلال آن بازی را با نتیجه ۲–۱ پیروز شد.

#### فصل ۲۰–۲۰۱۹
وی در دقیقه ۹۳ در برابر پرسپولیس در نیمه نهایی جام حذفی گل دوم تیمش را زد و بازی را به تساوی کشاند و در نهایت استقلال ۴ بر ۱ در ضربات پنالتی و در مجموع ۶ بر ۳ پیروز شد.

#### فصل ۲۱–۲۰۲۰
دانشگر، بعد آن بازی به دلیل درگیری‌های پیش آمده توسط فرهاد مجیدی محروم و از ورود به تمرینات منع شده بود. اما پس از حدود دو ماه و عذرخواهی از باشگاه فوتبال استقلال تهران و کادر فنی و هواداران استقلال، فرهاد مجیدی او را بخشید و به ترکیب تیم بازگشت.

### سپاهان اصفهان
دانشگر در سال ۱۴۰۱ با قراردادی سه‌ساله به سپاهان پیوست.

## آمار باشگاهی
تا تاریخ ۱۱ دی ۱۴۰۲
| عملکرد          | عملکرد          | عملکرد          | لیگ  | لیگ | جام      | جام      | قاره‌ای | قاره‌ای | مجموع | مجموع |
| فصل             | باشگاه          | لیگ             | بازی | گل  | بازی     | گل       | بازی   | گل     | بازی  | گل    |
| —               | —               | —               | لیگ  | لیگ | جام حذفی | جام حذفی | آسیا   | آسیا   | مجموع | مجموع |
| --------------- | --------------- | --------------- | ---- | --- | -------- | -------- | ------ | ------ | ----- | ----- |
| ۲۰۱۳–۲۰۱۲       | فجر سپاسی       | لیگ برتر        | ۰    | ۰   | ۰        | ۰        | –      | –      | ۰     | ۰     |
| ۲۰۱۴–۲۰۱۳       | فجر سپاسی       | لیگ برتر        | ۱۲   | ۰   | ۰        | ۰        | –      | –      | ۱۲    | ۰     |
| ۲۰۱۵–۲۰۱۴       | فجر سپاسی       | لیگ آزادگان     | ۴    | ۱   | ۰        | ۰        | –      | –      | ۴     | ۱     |
| مجموع فجرسپاسی  | مجموع فجرسپاسی  | مجموع فجرسپاسی  | ۱۶   | ۱   | ۰        | ۰        | –      | –      | ۱۶    | ۱     |
| ۲۰۱۶–۲۰۱۵       | نفت تهران       | لیگ برتر        | ۱۷   | ۲   | ۲        | ۰        | –      | –      | ۱۹    | ۲     |
| ۲۰۱۷–۲۰۱۶       | نفت تهران       | لیگ برتر        | ۲۲   | ۰   | ۲        | ۰        | –      | –      | ۲۴    | ۰     |
| مجموع نفت تهران | مجموع نفت تهران | مجموع نفت تهران | ۳۹   | ۲   | ۴        | ۰        | –      | –      | ۴۳    | ۲     |
| ۲۰۱۸–۲۰۱۷       | سایپا           | لیگ برتر        | ۲۶   | ۱   | ۱        | ۰        | –      | –      | ۲۷    | ۱     |
| مجموع سایپا     | مجموع سایپا     | مجموع سایپا     | ۲۶   | ۱   | ۱        | ۰        | –      | –      | ۲۷    | ۱     |
| ۲۰۱۹–۲۰۱۸       | استقلال         | لیگ برتر        | ۲۲   | ۲   | ۱        | ۰        | ۶      | ۱      | ۲۹    | ۳     |
| ۲۰۲۰–۲۰۱۹       | استقلال         | لیگ برتر        | ۲۲   | ۴   | ۵        | ۱        | ۷      | ۰      | ۳۴    | ۵     |
| ۲۰۲۱–۲۰۲۰       | استقلال         | لیگ برتر        | ۲۵   | ۱   | ۳        | ۱        | ۰      | ۰      | ۲۸    | ۲     |
| ۲۰۲۲–۲۰۲۱       | استقلال         | لیگ برتر        | ۲۳   | ۲   | ۲        | ۰        | ۰      | ۰      | ۲۵    | ۲     |
| مجموع استقلال   | مجموع استقلال   | مجموع استقلال   | ۹۲   | ۹   | ۱۱       | ۲        | ۱۳     | ۱      | ۱۱۶   | ۱۲    |
| ۲۰۲۳–۲۰۲۲       | سپاهان          | لیگ برتر        | ۲۵   | ۱   | ۲        | ۰        | –      | –      | ۲۷    | ۱     |
| ۲۰۲۳–۲۰۲۴       | سپاهان          | لیگ برتر        | ۱۲   | ۱   | ۰        | ۰        | ۵      | ۱      | ۱۷    | ۲     |
| مجموع سپاهان    | مجموع سپاهان    | مجموع سپاهان    | ۳۷   | ۲   | ۲        | ۰        | ۵      | ۱      | ۴۴    | ۳     |
| مجموع آمار      | مجموع آمار      | مجموع آمار      | ۲۱۰  | ۱۵  | ۱۸       | ۲        | ۱۸     | ۲      | ۲۴۶   | ۱۹    |

## افتخارات

### باشگاهی
- لیگ برتر

#### استقلال
- قهرمانی لیگ برتر ۰۱–۱۴۰۰ به همراه تیم استقلال
- نایب قهرمانی لیگ برتر ۹۹–۱۳۹۸ به همراه تیم استقلال
- نایب قهرمانی جام حذفی ۹۹–۱۳۹۸ به همراه تیم استقلال
- نایب قهرمانی جام حذفی ۱۴۰۰–۱۳۹۹ به همراه تیم استقلال

#### نفت
- قهرمانی جام حذفی ۹۶–۱۳۹۵ به همراه تیم نفت تهران

#### سپاهان
- نایب قهرمانی لیگ برتر ۰۲–۱۴۰۱ به همراه تیم سپاهان
- قهرمانی جام حذفی ۰۳_۱۴۰۲ به همراه تیم سپاهان
- قهرمانی سوپر جام ۱۴۰۳ به همراه تیم سپاهان

ملی
- قهرمانی مسابقات فوتبال غرب آسیا ۲۰۱۵ به همراه تیم ملی زیر ۲۳ سال ایران

### فردی
- بهترین مدافع میانی سال ۱۳۹۷ در نوروز فوتبالی
- تیم منتخب سال ۱۳۹۷ نوروز فوتبالی

## عملکرد ملی

### تیم ملی جوانان
محمد دانشگر ۲ بازی رسمی در تیم ملی فوتبال نوجوانان ایران انجام داده‌است.

### تیم ملی امید
محمد دانشگر ۸ بازی برای تیم ملی فوتبال امید ایران انجام داده‌است و دو گل نیز در این رده سنی به ثمر رسانده‌است.

### تیم ملی ایران
وی برای اولین بار در شهریور ماه سال ۱۴۰۲ توسط امیر قلعه‌نویی برای انجام دو بازی دوستانه مقابل بلغارستان و آنگولا به تیم ملی دعوت شد و اولین بازی ملی خود را در تاریخ ۱۶ شهریور ۱۴۰۲ مقابل بلغارستان انجام داد.

## آمار ملی

### بازی‌های ملی
تا تاریخ ۱۲ سپتامبر ۲۰۲۳
| ایران | ایران | ایران |
| سال   | بازی  | گل    |
| ----- | ----- | ----- |
| ۲۰۲۳  | ۲     | ۰     |
| مجموع | ۲     | ۰     |